# Liste der Biografien/Dans
Liste der Biografien |
Portal Biografien |
Personensuche
# |
A |
B |
C |
D |
E |
F |
G |
H |
I |
J |
K |
L |
M |
N |
O |
P |
Q |
R |
S |
T |
U |
V |
W |
X |
Y |
Z |
?
 
Da |
Db |
Dc |
Dd |
De |
Dg |
Dh |
Di |
Dj |
Dk |
Dl |
Dm |
Dn |
Do |
Dq |
Dr |
Ds |
Du |
Dv |
Dw |
Dy |
Dz
 
Daa |
Dab |
Dac |
Dad |
Dae |
Daf |
Dag |
Dah |
Dai |
Daj |
Dak |
Dal |
Dam |
Dan |
Dao |
Dap |
Daq |
Dar |
Das |
Dat |
Dau |
Dav |
Daw |
Dax |
Day |
Daz
 
Dana |
Danb |
Danc |
Dand |
Dane |
Danf |
Dang |
Danh |
Dani |
Danj |
Dank |
Danl |
Dann |
Dano |
Danq |
Danr |
Dans |
Dant |
Danu |
Danv |
Danw |
Dany |
Danz
Die Liste der Biografien führt alle Personen auf, die in der deutschsprachigen Wikipedia einen Artikel haben. Dieses ist eine Teilliste mit 30 Einträgen von Personen, deren Namen mit den Buchstaben „Dans“ beginnt.

## Dans

### Dansa
- Dansaert, Léon Marie Constant (1830–1909), französischer Genremaler belgischer Abstammung
- Dansas, Julija Nikolajewna (1879–1942), russische Historikerin, Religionswissenschaftlerin, Publizistin
- Dansas, Konstantin Karlowitsch (1801–1870), russischer Generalmajor und Sekundant Alexander Puschkins
- Dansauer, Willi (1907–1937), deutscher Nationalsozialist und SS-Führer

### Dansb
- Dansby, Karlos (* 1981), US-amerikanischer American-Football-Spieler

### Danse
- Danser, Benedictus Hubertus (1891–1943), niederländischer Botaniker
- Danser, Simon de, niederländischer Kaperfahrer und Korsar
- Dansereau, Jean (1891–1974), kanadischer Pianist und Musikpädagoge
- Dansereau, Keegan (* 1988), kanadisch-ungarischer Eishockeyspieler
- Dansereau, Pierre (1911–2011), kanadischer Ökologe, Botaniker und Hochschullehrer

### Dansg
- Dansgaard, Willi (1922–2011), dänischer Paläoklimatologe

### Dansk
- Dansk, Oscar (* 1994), schwedischer Eishockeytorwart
- Danskin, David (1863–1948), schottischer Fußballspieler und Maschinenbauer
- Danskin, Jason (* 1967), englischer Fußballspieler

### Danso
- Danso, Abraham (* 1968), gambisch-britischer Maler, Farbdesign- und Gestaltungskünstler
- Danso, Johosaphat (* 2001), deutscher American-Football-Spieler
- Danso, Kevin (* 1998), österreichischer Fußballspieler
- Danso, Mamadou (* 1983), gambischer Fußballspieler
- Danso, Mavis (* 1984), ghanaische Fußballspielerin
- Danso, Megan (* 1990), kanadische Schauspielerin
- Danso, Mustapha († 1981), gambischer Militär, zur Todesstrafe verurteilt
- Danson, Alan (1933–1988), britischer Radrennfahrer
- Danson, Alex (* 1985), britische Hockeyspielerin
- Danson, Barney (1921–2011), kanadischer Unternehmer, Unternehmensberater und Politiker
- Danson, Jane (* 1978), britische Schauspielerin
- Danson, Ted (* 1947), US-amerikanischer SchauspielerTed Danson (* 1947)

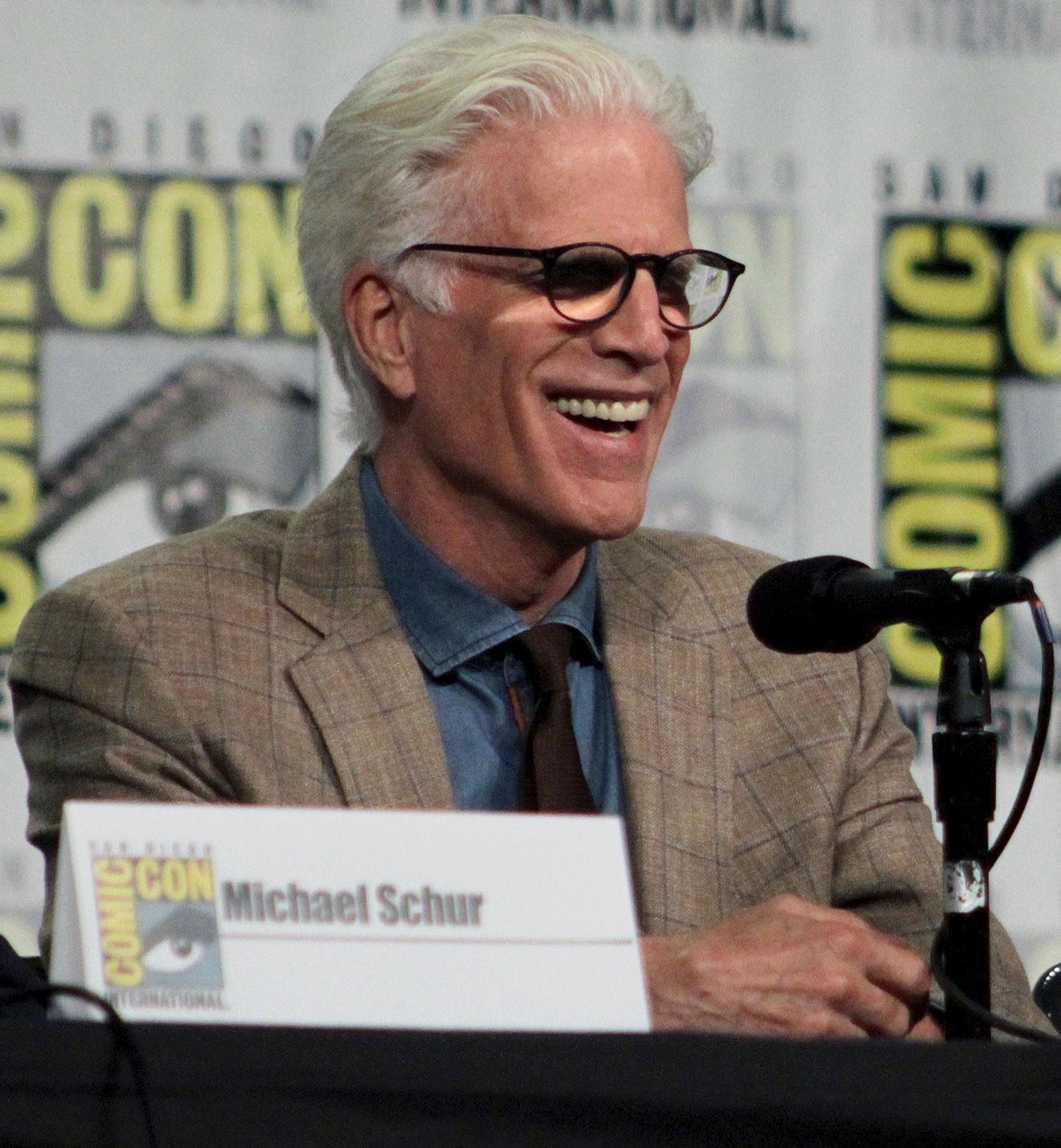
Ted Danson (* 1947)

- Danson, Yvonne (* 1959), singapurische Marathonläuferin britischer Herkunft
- Dansou, Aloïs (* 1982), beninischer Schwimmer
- Dansou, Marc (* 1983), französisch-beninischer Schwimmer

### Dansu
- Dansua, Akua Sena (* 1958), ghanaische Diplomatin